# Волма (притока Свіслочі)
Волма — річка в Білорусі в Мінському, Смолевицькому, Червенському й Пуховицькому районах Мінської області. Ліва притока річки Свіслочі (басейн Дніпра).

## Опис
Довжина річки 103 км, похил річки 0,5 м/км, площа басейну водозбору 1150 км², середньорічний стік 6,7 м³/с. Формується притоками та безіменними струмками.

## Розташування
Бере початок на північно-східній околиці села Королів Стан. Тече переважно на південний схід і на південно-східній околиці села Світлий Бір на відстані 1 км впадає в річку Свіслоч, праву притоку річки Березини.